# Sachi Parker
Stephanie Sachiko „Sachi“ Parker (* 1. September 1956 in Los Angeles, Kalifornien) ist eine US-amerikanische Schauspielerin.

## Leben
Parker ist die Tochter der Schauspielerin Shirley MacLaine und des Produzenten Steve Parker (1922–2001). Im Alter von zwei Jahren wurde sie nach Japan geschickt, um bei ihrem Vater zu leben. Nur während des Sommers, zu Weihnachten und zu Ostern besuchte sie ihre Mutter. Ab dem 18. Lebensjahr reiste sie sechs Jahre lang durch die Welt. Sie lehrte dabei Skifahren in Neuseeland, arbeitete als Kellnerin in Hawaii, war fünf Jahre lang Flugbegleiterin bei Qantas Airways und mehrere Monate Au-pair-Mädchen in Paris. Auf dem Rückweg nach Japan besuchte sie für einige Monate ihre Mutter in Los Angeles, wo ihr Entschluss reifte Schauspielerin zu werden.
Sie spielte unter anderem in den Filmen Sie nannten ihn Stick (1985), Nochmal so wie letzte Nacht (1986), Ein Mädchen namens Dinky (1990), Nishi no majo ga shinda (2008) und All Me, All the Time (2009). Zu den Fernsehserien, in denen sie zu sehen war, gehören Hotel (1984), California Clan (1987), Spacecop L.A. (1989), Equal Justice (1990) und Raumschiff Enterprise – Das nächste Jahrhundert (1991).
Sie war von 1993 bis 2011 mit dem Investmentbanker Frank Murray verheiratet, mit dem sie zwei Kinder hat.
Im Februar 2013 wurde Parkers Autobiografie Lucky Me: My Life With – and Without – My Mom, Shirley MacLaine veröffentlicht.

## Filmografie
- 1984: Hotel (Fernsehserie, eine Folge)
- 1984: His Mistress (Fernsehfilm)
- 1985: Agentin mit Herz (Scarecrow and Mrs. King, Fernsehserie, eine Folge)
- 1985: Sie nannten ihn Stick (Stick)
- 1985: Zurück in die Zukunft (Back to the Future)
- 1986: Nochmal so wie letzte Nacht (About Last Night …)
- 1986: Peggy Sue hat geheiratet (Peggy Sue Got Married)
- 1986–1987: Capitol (Fernsehserie)
- 1987: California Clan (Santa Barbara, Fernsehserie)
- 1987: Grosse Märchen mit grossen Stars (Faerie Tale Theatre, Fernsehserie, eine Folge)
- 1987: Riders to the Sea
- 1988: Die Geister, die ich rief … (Scrooged)
- 1989: Alien Nation (Fernsehserie, eine Folge)
- 1990: Todfreunde – Bad Influence (Bad Influence)
- 1990: Du sollst nicht töten (Vietnam, Texas)
- 1990: Equal Justice (Fernsehserie, eine Folge)
- 1990: Ein Mädchen namens Dinky (Welcome Home, Roxy Carmichael)
- 1991: Raumschiff Enterprise – Das nächste Jahrhundert (Star Trek: The Next Generation, Fernsehserie, Folge 4x15: Erster Kontakt)
- 1991: The Walter Ego (Kurzfilm)
- 1992: Eerie, Indiana (Fernsehserie, eine Folge)
- 2008: Nishi no majo ga shinda
- 2009: All Me, All the Time
- 2010: Toiretto